# Dombrád
Dombrád je mesto na Madžarskem, ki upravno spada pod podregijo Kisvárdai Županije Szabolcs-Szatmár-Bereg.